# Fit Door Sport
Fit Door Sport is een Sneker sportvereniging voor aangepast sporten in de gemeente Súdwest-Fryslân die zich richt op sporters met een lichamelijke beperking.
Fit Door Sport heeft drie sporten binnen de clubmuren, en drie sportspelgroepen. De zitvolleyballers van Fit Door Sport spelen in de Eredivisie van het zitvolleybal.

## Bekende (oud-)leden
- Maria Poiesz - Zitvolleybal - Lid van het zilveren Nederlandse Zitvolleybalteam op de Paralympische Zomerspelen 2004
- Sanne Bakker - Zitvolleybal - Lid van het bronzen Nederlandse Zitvolleybalteam op de Paralympische Zomerspelen 2008